# Tomasz Kudyk
Tomasz Józef Kudyk (ur. 1 maja 1976 w Krakowie) – polski trębacz jazzowy, kompozytor, producent i aranżer. Profesor sztuk muzycznych.

## Kariera muzyczna
Syn Jana Kudyka, nieżyjącego lidera zespołu Jazz Band Ball Orchestra. Absolwent Akademii Muzycznej w Krakowie. Lider i założyciel kwintetu jazzowego New Bone, z którym nagrał sześć płyt, w tym cztery autorskie:  „Something for now” (2004), „It’s not easy” (2009), „Destined” (2012) i "Longing" (2020). W 2014 r. nagrał płytę „Follow me”. Na krążku znalazła się polska muzyka filmowa dwóch wybitnych kompozytorów – Henryka Warsa i Bronisława Kapera, w aranżacji Andrzeja Jagodzińskiego, Joachima Mencla i Dominika Wani. Rok później na  specjalnie zamówienie Teatru Witkacego z okazji 30 urodzin Teatru i 130 urodzin jego patrona Stanisława I. Witkiewicza nagrywa wraz ze swoim kwintetem płytę „Odjazzdowo” (2015), na której znalazły się piosenki z wybranych spektakli autorstwa Jerzego Chruścińskiego. Z teatrem Witkacego współpracuje nieprzerwanie od 2000 r. w roli muzyka akompaniującego. Brał udział w premierze spektaklu „Bal w Operze” według J. Tuwima. Jak również w innych przedstawieniach oraz licznych koncertach i wydarzeniach kulturalnych organizowanych przez teatr. W grudniu 2019 r. w Warszawie, w studiu polskiego Radia nagrał z New Bone szósty album zatytułowany „Longing” dedykowany pamięci jego Taty – Jana Kudyka. Na płycie znalazły się wyłącznie kompozycje lidera z wyłączeniem jednego utworu – „Head Dizziness” autorstwa Jana Kudyka w aranżacji Wojtka Groborza. Premiera płyty miała miejsce w marcu 2020.
Tomasz Kudyk jest autorem większości kompozycji wykonywanych przez zespół New Bone.
W 2001 r. z inicjatywy Marka Stryszowskiego i Cezarego Chmiela bierze udział w nagraniu płyty „Muzyczne Obrazy i Impresje Drogi Krzyżowej” muzyki napisanej do tekstów ks. Jana Twardowskiego. W rolę narratora wciela się wybitny polski aktor Jan Nowicki z którym wraz z zespołem „De Profundis” współpracuje blisko 20 lat.
W 2012 z zespołem De Profundis nagrywa kolejną płytę „Co może jeden człowiek” w hołdzie Janowi Pawłowi II w reżyserii Jana Nowickiego z muzyką Cezarego Chmiela.
Miał okazję współpracować między innymi z takimi artystami, jak: Janusz Muniak, Maciej Sikała, Jarek Śmietana, Wojciech Karolak, Arek Skolik, Joachim Mencel, Andrzej Cudzich, Jan Pilch, Marek Stryszowski, Leszek Kułakowski, Adam Pierończyk, Robert Majewski, Piotr Wojtasik, Janusz Grzywacz, Marek Grechuta, Grzegorz Turnau, Justyna Steczkowska, Karen Edwards, Robert Irving III, Jan Jarczyk, Andrzej Cudzich,  Z – Star, Mieczysław Szcześniak, Szymon Zychowicz. Wojtek Groborz, Paweł Kaczmarczyk, Leszek Długosz, Janusz Radek, Cezary Chmiel, Jan Nowicki, Łukasz Nowicki, Edward Linde –Lubaszenko, Dariusz Gnatowski i inni.
Koncertował na wielu znaczących festiwalach w kraju i zagranicą.

## Kariera naukowa
W 2011 r. na podstawie rozprawy doktorskiej pt. „Rola lidera – kompozytora w kształtowaniu stylistyki i brzmienia klasycznego kwintetu jazzowego. W oparciu o twórczość wybitnych trębaczy XX wieku i własne doświadczenia w prowadzeniu zespołu” uzyskał stopień doktora sztuk muzycznych w dyscyplinie instrumentalistyka. W  2015 r. na podstawie osiągnięcia artystycznego – nagrania płytowego: „Destined”  uzyskał stopień doktora habilitowanego sztuk muzycznych. W 2021 r. został mu nadany tytuł profesora sztuki w dyscyplinie sztuki muzyczne. Pracuje na stanowisku profesora w Katedrze Jazzu w Akademii Muzycznej im. K. Pendereckiego w Krakowie.

## Dyskografia
Występy gościnne
| Data | Wykonawca | Tytuł                                        |
| ---- | --- | -------------------------------------------- |
| 2007 | Jan Nowicki, Cezary Chmiel, Marek Stryszowski                                                                                     | Muzyczne obrazy i impresje                   |
| 2007 | Grube Ryby – Jarek Śmietana, Bzyk (WU-HAE), Guzik (WU-HAE)                                                                        | Grube Ryby                                   |
| 2008 | Jarek Śmietana, Wojciech Karolak                                                                                                  | Revolution – in memory of Steve Logan        |
| 2011 | Jarek Śmietana, Wojciech Karolak                                                                                                  | I Love the Blues                             |
| 2012 | Jan Nowicki, Marek Stryszowski, Cezary Chmiel                                                                                     | Co może jeden człowiek                       |
| 2012 | Antoni Krupa | Amela. Blues o rozwianych włosach na wietrze |
| 2015 | Kreszendo | Zmowa Grania                                 |
| 2016 | Maciej Fortuna, Marcin Gawdzis, Wojciech Jachna, Piotr Schmidt, Maurycy Wójciński, Jakub Kujawa, Grzegorz Nadolny, Grzegorz Daroń | Tribute To Andrzej Przybielski volume 1, 2   |
| 2016 | Szymon Zychowicz | Lalilu                                       |

Ścieżki dźwiękowe
| Data | Kompozytor      | Tytuł                                       |
| ---- | --------------- | ------------------------------------------- |
| 2003 | Leszek Możdżer  | Nienasycenie                                |
| 2005 | Grzegorz Turnau | Zakochany Anioł... czyli jak zdobyć kobietę |
| 2010 | Janusz Grzywacz | W Roli Boga                                 |

Inne
| Data | Wykonawca                                 | Tytuł                              |
| ---- | ----------------------------------------- | ---------------------------------- |
| 2003 | Marek Grechuta                            | Niezwykłe Miejsca (Emi Music)      |
| 2004 | Ewa Uryga, Marek Bałata, Halina Winiarska | Rozmyślajmy dziś (S.M.M.CH.G.)     |
| 2006 | Jerzy Chruściński                         | Jerzy Chruściński – muzyka (2 cd)  |
| 2007 | różni                                     | Polish Jazz 2007 (Polonia records) |